# 리오 화이트
리오 화이트(Leo White, 1882년 11월 10일 ~ 1948년 9월 20일)는 미국의 각본가, 영화배우이다.

## 영화
- 마천루 (1949년)
- 룩 포 더 실버 리닝 (1949년)
- 마이 드림 이즈 유어스 (1949년)
- 밤에서 밤으로 (1949년)
- 크로크 앤 대거 (1946년)
- 투 가이스 프럼 밀워키 (1946년)
- 평결 (1946년)
- 스톨렌 라이프 (1946년)
- 포 잭스 앤 어 질 (1942년)
- 올웨이스 인 마이 하트 (1942년)
- 카사블랑카 (1942년)
- 철완 짐 (1942년)
- 포효하는 20년대 (1939년)
- 코멧 오버 브로드웨이 (1938년)
- 골드 디거 인 파리 (1938년)
- 고잉 프레이스 (1938년)
- 더 그레이트 오맬리 (1937년)
- 씬 아이스 (1937년)
- 브로드웨이 멜로디 오브 1938 (1937년)
- 워킹 데드 (1936년)
- 더 캡틴스 키드 (1936년)
- 싱잉 키드 (1936년)
- 케인 앤 마블 (1936년)
- 오페라의 밤 (1935년)
- 새디 맥키 (1934년)
- 캣 앤 더 피들 (1934년)
- 패션스 오브 1934 (1934년)
- 비바 빌라! (1934년)
- 그림자 없는 남자 (1934년)
- 더 월드 체인지 (1933년)
- 엘머, 더 그레이트 (1933년)
- 미트 더 바론 (1933년)
- 래스퓨틴 앤 더 엠프리스 (1932년) - 리벨러 앳 파티 역
- 허 매제스티, 러브 (1931년)
- 몽키 비지니스 (1931년)
- 플로로도라 걸 (1930년)
- 썬더 라이더스 (1928년)
- 찰리의 이모 (1925년)
- 잃어버린 세계 (1925년)
- 벤허 (1925년)
- 웬 걱정? (1923년)
- 체이스 미 찰리 (1918년)
- 트리플 트러블 (1918년)
- 방랑자 (1916년)
- 찰리 채플린 단편4 : 소방수 (1916년)
- 경찰 (1916년)
- 매장 감독 (1916년)
- 일 (1915년)
- 밤샘 (1915년)
- 새 일자리 (1915년)
- 유괴 (1915년)
- 사랑의 도피 (1915년)
- 쇼 관람 (1915년)
- 카르멘 (1915년)
- 인 더 파크 (1915년)
- 은행 (1915년)
- 방랑자 (1915년)